# Príncipes de España (Tranvía de Tenerife)
La Parada Príncipes de España es la 10.ª estación del Tranvía de Tenerife desde el Intercambiador, y la 12.ª desde la Trinidad. Pertenece a la Línea 1, y junto con la parada Hospital La Candelaria, es la única estación con andén central, pero con dos marquesinas. Está situada en la Avenida Príncipes de España, en el distrito santacrucero de Ofra-Costa Sur, y el callsign completo es: "Príncipes de España, parada con andén central".

## Accesos
- Avenida Príncipes de España, pares
- Avenida Príncipes de España, impares

## Líneas y conexiones

### Tranvía
| Línea | Destino        | Origen      |
| ----- | -------------- | ----------- |
|       | Intercambiador | La Trinidad |

### Guaguas
- Datos: Q6089541
- Multimedia: Príncipes de España (Tranvía de Tenerife) / Q6089541